# Saint-Jeures
Saint-Jeures ist eine französische Gemeinde mit 993 Einwohnern (Stand: 1. Januar 2022) im Département Haute-Loire in der Region Auvergne-Rhône-Alpes. Die Gemeinde gehört zum Arrondissement Yssingeaux und zum Kanton Boutières. 

## Geografie
Saint-Jeures liegt etwa 25 Kilometer ostnordöstlich von Le Puy-en-Velay. Das Gemeindegebiet wird vom Flüsschen Mousse durchquert, im Westen verläuft die Auze. Beide sind Zuflüsse des Lignon du Velay.  Umgeben wird Saint-Jeures von den Nachbargemeinden Grazac und Lapte im Norden, Chenereilles im Nordosten, Tence im Osten, Mazet-Saint-Voy im Süden und Südosten, Araules im Süden und Südwesten sowie Yssingeaux im Westen und Nordwesten.

## Bevölkerungsentwicklung
| Jahr                       | 1962 | 1968 | 1975 | 1982 | 1990 | 1999 | 2006 | 2017 |
| Einwohner                  | 1164 | 1059 | 917  | 775  | 767  | 782  | 863  | 964  |
| Quellen: Cassini und INSEE |      |      |      |      |      |      |      |      |

## Sehenswürdigkeiten
- Menhir
- protestantische Kirche, erbaut 1872/1873
- Schloss Les Changheas aus dem 16. Jahrhundert, Monument historique von 1997
- Schloss Salcrupt

## Persönlichkeiten
- Mathieu Jouve Jourdan (1746–1794), Revolutionär
- Philippe Vocanson (1904–2015), ältester Mensch Frankreichs (zeitweise auch Europas)